# UK Championship
Lo UK Championship è un torneo professionistico di snooker, valido per il Ranking, che si è disputato nel 1977 a Blackpool, dal 1978 al 1997 a Preston, dal 1998 al 2000 a Bournemouth, dal 2001 al 2006, dal 2011 al 2019 e dal 2021 a York, dal 2007 al 2010 a Telford e nel 2020 a Milton Keynes, in Inghilterra.
Fa parte della Tripla corona dello snooker, assieme al Campionato mondiale e al Masters.
Sponsor è Betway, operatore britannico di scommesse sportive.

## Storia
Lo UK Championship ebbe luogo per la prima volta nel 1977 a Blackpool, dove venne chiamato United Kingdom Professional Snooker Championship, un evento aperto solo ai residenti del Regno Unito. Vinse Patsy Fagan contro Doug Mountjoy 12-9 per un montepremi di £ 2.000. L'anno successivo l'evento si spostò a Preston dove rimase fino al 1998.
Cambiarono le regole nel 1984 per permettere a tutti i giocatore nella classifica mondiale di partecipare.
Nel 1987 Steve Davis conquistò il suo 6º ed ultimo successo in carriera, rimanendo saldamente in testa alla classifica fino al 2018.
Nel 1989 Stephen Hendry vinse per la prima volta il torneo a soli 20 anni proprio contro Davis. Il record sarà poi battuto da O'Sullivan nel 1993, quando l'inglese sbaragliò Hendry a pochi giorni dal diventare un maggiorenne.
Tra il 1997 e il 2002 O'Sullivan, John Higgins e Mark Williams, i tre "gemelli" della nuova generazione conquistarono due successi a testa.
Nel 2005 Ding Junhui diventò l'unico non britannico a trionfare nel torneo battendo tra le tante cose Steve Davis tornato in finale dopo 15 anni.
Nel 2010 Higgins tornò al successo dopo 10 anni proprio contro Williams che aveva battuto anche nel 2000.
Nel 2011 Judd Trump conquistò il primo successo mentre l'anno dopo è turno di Mark Selby e nel 2013 quello di Neil Robertson.
Tra il 2014 e il 2018 O'Sullivan vince 3 edizioni e superò Steve Davis nelle vittorie di questo torneo e Stephen Hendry nelle vittorie di tutti e tre i titoli della Tripla Corona. Nel 2019 Ding conquista il suo terzo titolo dopo un'astinenza di 10 anni. In finale arriva Maguire, 12 anni dopo l'ultima.

## Albo d'oro
| Edizione | Vincitore         | Finalista         | Risultato | Stagione  | Città         | Impianto                         | Tipologia   | Note   |
| -------- | ----------------- | ----------------- | --------- | --------- | ------------- | -------------------------------- | ----------- | ------ |
| 1977     | Patsy Fagan       | Doug Mountjoy     | 12 - 9    | 1977-1978 | Blackpool     | Tower Circus                     | Non-Ranking | [ 2 ]  |
| 1978     | Doug Mountjoy     | David Taylor      | 15 - 9    | 1978-1979 | Preston       | Preston Guild Hall               | Non-Ranking | [ 3 ]  |
| 1979     | John Virgo        | Terry Griffiths   | 14 - 13   | 1979-1980 | Preston       | Preston Guild Hall               | Non-Ranking | [ 4 ]  |
| 1980     | Steve Davis       | Alex Higgins      | 16 - 6    | 1980-1981 | Preston       | Preston Guild Hall               | Non-Ranking | [ 5 ]  |
| 1981     | Steve Davis       | Terry Griffiths   | 16 - 3    | 1981-1982 | Preston       | Preston Guild Hall               | Non-Ranking | [ 6 ]  |
| 1982     | Terry Griffiths   | Alex Higgins      | 16 - 15   | 1982-1983 | Preston       | Preston Guild Hall               | Non-Ranking | [ 7 ]  |
| 1983     | Alex Higgins      | Steve Davis       | 16 - 15   | 1983-1984 | Preston       | Preston Guild Hall               | Non-Ranking | [ 8 ]  |
| 1984     | Steve Davis       | Alex Higgins      | 16 - 8    | 1984-1985 | Preston       | Preston Guild Hall               | Ranking     | [ 9 ]  |
| 1985     | Steve Davis       | Willie Thorne     | 16 - 14   | 1985-1986 | Preston       | Preston Guild Hall               | Ranking     | [ 10 ] |
| 1986     | Steve Davis       | Neal Foulds       | 16 - 7    | 1986-1987 | Preston       | Preston Guild Hall               | Ranking     | [ 11 ] |
| 1987     | Steve Davis       | Jimmy White       | 16 - 14   | 1987-1988 | Preston       | Preston Guild Hall               | Ranking     | [ 12 ] |
| 1988     | Doug Mountjoy     | Stephen Hendry    | 16 - 12   | 1988-1989 | Preston       | Preston Guild Hall               | Ranking     | [ 13 ] |
| 1989     | Stephen Hendry    | Steve Davis       | 16 - 12   | 1989-1990 | Preston       | Preston Guild Hall               | Ranking     | [ 14 ] |
| 1990     | Stephen Hendry    | Steve Davis       | 16 - 15   | 1990-1991 | Preston       | Preston Guild Hall               | Ranking     | [ 15 ] |
| 1991     | John Parrott      | Jimmy White       | 16 - 13   | 1991-1992 | Preston       | Preston Guild Hall               | Ranking     | [ 16 ] |
| 1992     | Jimmy White       | John Parrott      | 16 - 9    | 1992-1993 | Preston       | Preston Guild Hall               | Ranking     | [ 17 ] |
| 1993     | Ronnie O'Sullivan | Stephen Hendry    | 10 - 6    | 1993-1994 | Preston       | Preston Guild Hall               | Ranking     | [ 18 ] |
| 1994     | Stephen Hendry    | Ken Doherty       | 10 - 5    | 1994-1995 | Preston       | Preston Guild Hall               | Ranking     | [ 19 ] |
| 1995     | Stephen Hendry    | Peter Ebdon       | 10 - 3    | 1995-1996 | Preston       | Preston Guild Hall               | Ranking     | [ 20 ] |
| 1996     | Stephen Hendry    | John Higgins      | 10 - 9    | 1996-1997 | Preston       | Preston Guild Hall               | Ranking     | [ 21 ] |
| 1997     | Ronnie O'Sullivan | Stephen Hendry    | 10 - 6    | 1997-1998 | Preston       | Preston Guild Hall               | Ranking     | [ 22 ] |
| 1998     | John Higgins      | Matthew Stevens   | 10 - 6    | 1998-1999 | Bournemouth   | Bournemouth International Centre | Ranking     | [ 23 ] |
| 1999     | Mark Williams     | Matthew Stevens   | 10 - 8    | 1999-2000 | Bournemouth   | Bournemouth International Centre | Ranking     | [ 24 ] |
| 2000     | John Higgins      | Mark Williams     | 10 - 4    | 2000-2001 | Bournemouth   | Bournemouth International Centre | Ranking     | [ 25 ] |
| 2001     | Ronnie O'Sullivan | Ken Doherty       | 10 - 1    | 2001-2002 | York          | York Barbican                    | Ranking     | [ 26 ] |
| 2002     | Mark Williams     | Ken Doherty       | 10 - 9    | 2002-2003 | York          | York Barbican                    | Ranking     | [ 27 ] |
| 2003     | Matthew Stevens   | Stephen Hendry    | 10 - 8    | 2003-2004 | York          | York Barbican                    | Ranking     | [ 28 ] |
| 2004     | Stephen Maguire   | David Gray        | 10 - 1    | 2004-2005 | York          | York Barbican                    | Ranking     | [ 29 ] |
| 2005     | Ding Junhui       | Steve Davis       | 10 - 6    | 2005-2006 | York          | York Barbican                    | Ranking     | [ 30 ] |
| 2006     | Peter Ebdon       | Stephen Hendry    | 10 - 6    | 2006-2007 | York          | York Barbican                    | Ranking     | [ 31 ] |
| 2007     | Ronnie O'Sullivan | Stephen Maguire   | 10 - 2    | 2007-2008 | Telford       | Telford International Centre     | Ranking     | [ 32 ] |
| 2008     | Shaun Murphy      | Marco Fu          | 10 - 9    | 2008-2009 | Telford       | Telford International Centre     | Ranking     | [ 33 ] |
| 2009     | Ding Junhui       | John Higgins      | 10 - 8    | 2009-2010 | Telford       | Telford International Centre     | Ranking     | [ 34 ] |
| 2010     | John Higgins      | Mark Williams     | 10 - 9    | 2010-2011 | Telford       | Telford International Centre     | Ranking     | [ 35 ] |
| 2011     | Judd Trump        | Mark Allen        | 10 - 8    | 2011-2012 | York          | York Barbican                    | Ranking     | [ 36 ] |
| 2012     | Mark Selby        | Shaun Murphy      | 10 - 6    | 2012-2013 | York          | York Barbican                    | Ranking     | [ 37 ] |
| 2013     | Neil Robertson    | Mark Selby        | 10 - 7    | 2013-2014 | York          | York Barbican                    | Ranking     | [ 38 ] |
| 2014     | Ronnie O'Sullivan | Judd Trump        | 10 - 9    | 2014-2015 | York          | York Barbican                    | Ranking     | [ 39 ] |
| 2015     | Neil Robertson    | Liang Wenbó       | 10 - 5    | 2015-2016 | York          | York Barbican                    | Ranking     | [ 40 ] |
| 2016     | Mark Selby        | Ronnie O'Sullivan | 10 - 7    | 2016-2017 | York          | York Barbican                    | Ranking     | [ 41 ] |
| 2017     | Ronnie O'Sullivan | Shaun Murphy      | 10 - 5    | 2017-2018 | York          | York Barbican                    | Ranking     | [ 42 ] |
| 2018     | Ronnie O'Sullivan | Mark Allen        | 10 - 6    | 2018-2019 | York          | York Barbican                    | Ranking     | [ 43 ] |
| 2019     | Ding Junhui       | Stephen Maguire   | 10 - 6    | 2019-2020 | York          | York Barbican                    | Ranking     | [ 44 ] |
| 2020     | Neil Robertson    | Judd Trump        | 10 - 9    | 2020-2021 | Milton Keynes | Marshall Arena                   | Ranking     | [ 45 ] |
| 2021     | Zhao Xintong      | Luca Brecel       | 10 - 5    | 2021-2022 | York          | York Barbican                    | Ranking     | [ 46 ] |
| 2022     | Mark Allen        | Ding Junhui       | 10 – 7    | 2022-2023 | York          | York Barbican                    | Ranking     | [ 47 ] |
| 2023     | Ronnie O'Sullivan | Ding Junhui       | 10 - 7    | 2023-2024 | York          | York Barbican                    | Ranking     | [ 48 ] |
| 2024     | Judd Trump        | Barry Hawkins     | 10 - 8    | 2024-2025 | York          | York Barbican                    | Ranking     | [ 49 ] |

## Statistiche

### Finalisti
| Giocatore         | Vittorie | Finali perse | Totale |
| ----------------- | -------- | ------------ | ------ |
| Ronnie O'Sullivan | 8        | 1            | 9      |
| Steve Davis       | 6        | 4            | 10     |
| Stephen Hendry    | 5        | 5            | 10     |
| John Higgins      | 3        | 2            | 5      |
| Ding Junhui       | 3        | 2            | 5      |
| Neil Robertson    | 3        | 0            | 3      |
| Mark Williams     | 2        | 2            | 4      |
| Doug Mountjoy     | 2        | 1            | 3      |
| Mark Selby        | 2        | 1            | 3      |
| Alex Higgins      | 1        | 3            | 4      |
| Terry Griffiths   | 1        | 2            | 3      |
| Jimmy White       | 1        | 2            | 3      |
| Matthew Stevens   | 1        | 2            | 3      |
| Shaun Murphy      | 1        | 2            | 3      |
| Stephen Maguire   | 1        | 2            | 3      |
| Judd Trump        | 2        | 2            | 4      |
| Mark Allen        | 1        | 2            | 3      |
| John Parrott      | 1        | 1            | 2      |
| Peter Ebdon       | 1        | 1            | 2      |
| Patsy Fagan       | 1        | 0            | 1      |
| John Virgo        | 1        | 0            | 1      |
| Zhao Xintong      | 1        | 0            | 1      |
| Ken Doherty       | 0        | 3            | 3      |
| David Taylor      | 0        | 1            | 1      |
| Willie Thorne     | 0        | 1            | 1      |
| Neal Foulds       | 0        | 1            | 1      |
| David Gray        | 0        | 1            | 1      |
| Marco Fu          | 0        | 1            | 1      |
| Liang Wenbó       | 0        | 1            | 1      |
| Luca Brecel       | 0        | 1            | 1      |
| Barry Hawkins     | 0        | 1            | 1      |

- I giocatori attivi sono mostrati in grassetto.

### Finalisti per nazione
| Nazione          | Vittorie | Finali perse | Totale |
| ---------------- | -------- | ------------ | ------ |
| Inghilterra      | 23       | 19           | 42     |
| Scozia           | 9        | 9            | 18     |
| Galles           | 6        | 7            | 13     |
| Cina             | 4        | 3            | 7      |
| Australia        | 3        | 0            | 3      |
| Irlanda del Nord | 1        | 5            | 6      |
| Irlanda          | 1        | 4            | 5      |
| Belgio           | 0        | 1            | 1      |

- Vincitore più giovane: Ronnie O'Sullivan (18 anni, 1993), Ding Junhui (18 anni, 2005)
- Vincitore più anziano: Doug Mountjoy (46 anni, 1988)

### Century break
| Edizione | Century break | Miglior break                     | Century break (qualificazioni) | Miglior break (qualificazioni)        |
| -------- | ------------- | --------------------------------- | ------------------------------ | ------------------------------------- |
| 1977     | 1             | Alex Higgins (129)                |                                |                                       |
| 1978     | 4             | Graham Miles (139)                | 0                              |                                       |
| 1979     | 5             | Terry Griffiths (119)             | 0                              |                                       |
| 1980     | 7             | Alex Higgins (134)                |                                |                                       |
| 1981     | 9             | Terry Griffiths (131)             | 0                              |                                       |
| 1982     | 13            | Alex Higgins (137)                | 0                              |                                       |
| 1983     | 7             | Tony Meo (139)                    | 0                              |                                       |
| 1984     | 15            | Steve Davis (134)                 | 13                             | Jack McLaughlin (135)                 |
| 1985     | 43            | Willie Thorne (140)               | 0                              |                                       |
| 1986     | 38            | Jimmy White (144)                 | 7                              | Jon Wright Gino Rigitano (123)        |
| 1987     | 25            | Willie Thorne (147)               | 4                              | Steve James (127)                     |
| 1988     | 36            | Joe Johnson Steve Davis (136)     | 8                              | David Roe (139)                       |
| 1989     | 27            | Stephen Hendry (141)              |                                |                                       |
| 1990     | 29            | John Parrott (140)                | 6                              | Ian Graham (119)                      |
| 1991     | 38            | Martin Clark (142)                | 51                             | Drew Henry (139)                      |
| 1992     | 37            | Peter Ebdon (147)                 | 28                             | Michael Valentine Chris Scanlon (140) |
| 1993     | 49            | David Roe (140)                   | 22                             | Stuart Pettman (140)                  |
| 1994     | 41            | Ronnie O'Sullivan (139)           | 11                             | Chris Small (128)                     |
| 1995     | 49            | Stephen Hendry (147)              | 7                              | Darren Guest (143)                    |
| 1996     | 54            | Ken Doherty Andy Hicks (141)      | 7                              | Darren Clarke (138)                   |
| 1997     | 61            | Matthew Stevens (143)             |                                |                                       |
| 1998     | 45            | John Higgins (141)                | 9                              | Joe Grech (138)                       |
| 1999     | 62            | Stephen Hendry (147)              | 9                              | Ian McCulloch (138)                   |
| 2000     | 25            | Quinten Hann (141)                | 44                             | Nick Dyson (147)                      |
| 2001     | 44            | Peter Ebdon (143)                 | 28                             | Darren Morgan (145)                   |
| 2002     | 41            | Mark Davis (138)                  | 25                             | Matthew Couch (141)                   |
| 2003     | 53            | Ali Carter (143)                  | 55                             | Stuart Bingham (143)                  |
| 2004     | 39            | David Gray (147)                  | 59                             | Jamie Burnett (148)                   |
| 2005     | 50            | John Higgins Steve Davis (145)    | 35                             | Mark Allen (139)                      |
| 2006     | 54            | Mark King David Gray (146)        | 57                             | Judd Trump (137)                      |
| 2007     | 45            | Ronnie O'Sullivan (147)           | 54                             | Mark Allen (146)                      |
| 2008     | 48            | Ding Junhui (147)                 | 52                             | Matthew Selt (143)                    |
| 2009     | 48            | Stephen Lee Mark Selby (141)      | 41                             | Tom Ford (143)                        |
| 2010     | 59            | Mark Joyce (143)                  | 35                             | Kurt Maflin Jimmy White (136)         |
| 2011     | 36            | Stephen Maguire (144)             | 31                             | David Hogan (139)                     |
| 2012     | 33            | John Higgins (147)                | 44                             | Andy Hicks Jack Lisowski (147)        |
| 2013     | 85            | Mark Selby (147)                  |                                |                                       |
| 2014     | 92            | Ronnie O'Sullivan (147)           |                                |                                       |
| 2015     | 104           | Neil Robertson (147)              |                                |                                       |
| 2016     | 105           | Mark Allen (147)                  |                                |                                       |
| 2017     | 99            | Michael White (142)               |                                |                                       |
| 2018     | 137           | Stuart Bingham (145)              |                                |                                       |
| 2019     | 140           | Barry Hawkins (147)               |                                |                                       |
| 2020     | 136           | Kyren Wilson Stuart Bingham (147) |                                |                                       |
| 2021     | 119           | Gary Wilson (147)                 |                                |                                       |

### Maximum break
| N° | Giocatore         | Avversario     | Turno                         | Data             | Edizione | Note   |
| -- | ----------------- | -------------- | ----------------------------- | ---------------- | -------- | ------ |
| 1  | Willie Thorne     | Tommy Murphy   | Sedicesimi di finale          | 17 novembre 1987 | 1987     | [ 52 ] |
| 2  | Peter Ebdon       | Ken Doherty    | Trentaduesimi di finale       | 14 novembre 1992 | 1992     | [ 52 ] |
| 3  | Stephen Hendry    | Gary Wilkinson | Ottavi di finale              | 25 novembre 1995 | 1995     | [ 52 ] |
| 4  | Stephen Hendry    | Paul Wykes     | Ottavi di finale              | 22 novembre 1999 | 1999     | [ 52 ] |
| 5  | Nick Dyson        | Robert Milkins | Qualificazioni                | 19 novembre 2000 | 2000     | [ 52 ] |
| 6  | David Gray        | Mark Selby     | Sedicesimi di finale          | 17 novembre 2004 | 2004     | [ 52 ] |
| 7  | Ronnie O'Sullivan | Mark Selby     | Semifinali                    | 15 dicembre 2007 | 2007     | [ 52 ] |
| 8  | Ding Junhui       | John Higgins   | Ottavi di finale              | 16 dicembre 2008 | 2008     | [ 52 ] |
| 9  | Andy Hicks        | Daniel Wells   | Qualificazioni                | 21 novembre 2012 | 2012     | [ 53 ] |
| 10 | Jack Lisowski     | Chen Zhe       | Qualificazioni                | 22 novembre 2012 | 2012     | [ 52 ] |
| 11 | John Higgins      | Mark Davis     | Ottavi di finale              | 5 dicembre 2012  | 2012     | [ 52 ] |
| 12 | Mark Selby        | Ricky Walden   | Semifinali                    | 7 dicembre 2013  | 2013     | [ 54 ] |
| 13 | Ronnie O'Sullivan | Matthew Selt   | Ottavi di finale              | 3 dicembre 2014  | 2014     | [ 55 ] |
| 14 | Neil Robertson    | Liang Wenbó    | Finale                        | 6 dicembre 2015  | 2015     | [ 40 ] |
| 15 | Mark Allen        | Rod Lawler     | Trentaduesimi di finale       | 27 novembre 2016 | 2016     | [ 56 ] |
| 16 | Barry Hawkins     | Gerard Greene  | Sessantaquattresimi di finale | 27 novembre 2019 | 2019     | [ 57 ] |
| 17 | Kyren Wilson      | Ashley Hugill  | Sessantaquattresimi di finale | 24 novembre 2020 | 2020     | [ 58 ] |
| 18 | Stuart Bingham    | Zak Surety     | Sessantaquattresimi di finale | 25 novembre 2020 | 2020     | [ 59 ] |
| 19 | Gary Wilson       | Ian Burns      | Sessantaquattresimi di finale | 24 novembre 2021 | 2021     | [ 60 ] |

### Montepremi
| Edizione | Montepremi |
| -------- | ---------- |
| 1977     | £7000      |
| 1978     | £12500     |
| 1979     | £15000     |
| 1980     | £24000     |
| 1981     | £40000     |
| 1982     | £47000     |
| 1983     | £60000     |
| 1984     | £101000    |
| 1985     | £120000    |
| 1986     | £300000    |
| 1987     | £350000    |
| 1988     | £400000    |
| 1989     | £420000    |
| 1990     | £445000    |
| 1991     | £200000    |
| 1992     | £336000    |
| 1993     | £375000    |
| 1994     | £328100    |
| 1995     | £400000    |
| 1996     | £380000    |
| 1997     | £440000    |
| 1998     | £460000    |
| 1999     | £500000    |
| 2000     | £440000    |
| 2001     | £600000    |
| 2002     | £746900    |
| 2003     | £615000    |
| 2004     | £525000    |
| 2005     | £495875    |
| 2006     | £548000    |
| 2007     | £590400    |
| 2008     | £625000    |
| 2009     | £625000    |
| 2010     | £625000    |
| 2011     | £625000    |
| 2012     | £637500    |
| 2013     | £755000    |
| 2014     | £740000    |
| 2015     | £732000    |
| 2016     | £850000    |
| 2017     | £850000    |
| 2018     | £850000    |
| 2019     | £1009000   |
| 2020     | £1009000   |
| 2021     | £1009000   |

### Sponsor
| Edizione | Sponsor               |
| -------- | --------------------- |
| 1977     | Super Crystalate      |
| 1978     | Coral                 |
| 1979     | Coral                 |
| 1980     | Coral                 |
| 1981     | Coral                 |
| 1982     | Coral                 |
| 1983     | Coral                 |
| 1984     | Coral                 |
| 1985     | Coral                 |
| 1986     | Tennent's             |
| 1987     | Tennent's             |
| 1988     | Tennent's             |
| 1989     | StormSeal             |
| 1990     | StormSeal             |
| 1991     |                       |
| 1992     | Royal Liver Assurance |
| 1993     | Royal Liver Assurance |
| 1994     | Royal Liver Assurance |
| 1995     | Royal Liver Assurance |
| 1996     |                       |
| 1997     | Liverpool Victoria    |
| 1998     | Liverpool Victoria    |
| 1999     | Liverpool Victoria    |
| 2000     | Liverpool Victoria    |
| 2001     |                       |
| 2002     | PowerHouse            |
| 2003     | Travis Perkins        |
| 2004     | Travis Perkins        |
| 2005     | Travis Perkins        |
| 2006     | Maplin                |
| 2007     | Maplin                |
| 2008     | Maplin                |
| 2009     | Pukka Pies            |
| 2010     | 12BET.com             |
| 2011     | williamhill.com       |
| 2012     | williamhill.com       |
| 2013     | williamhill.com       |
| 2014     | Coral                 |
| 2015     | Betway                |
| 2016     | Betway                |
| 2017     | Betway                |
| 2018     | Betway                |
| 2019     | Betway                |
| 2020     | Betway                |
| 2021     | Cazoo                 |
| 2022     | Cazoo                 |